# ترشی شاه‌ماهی

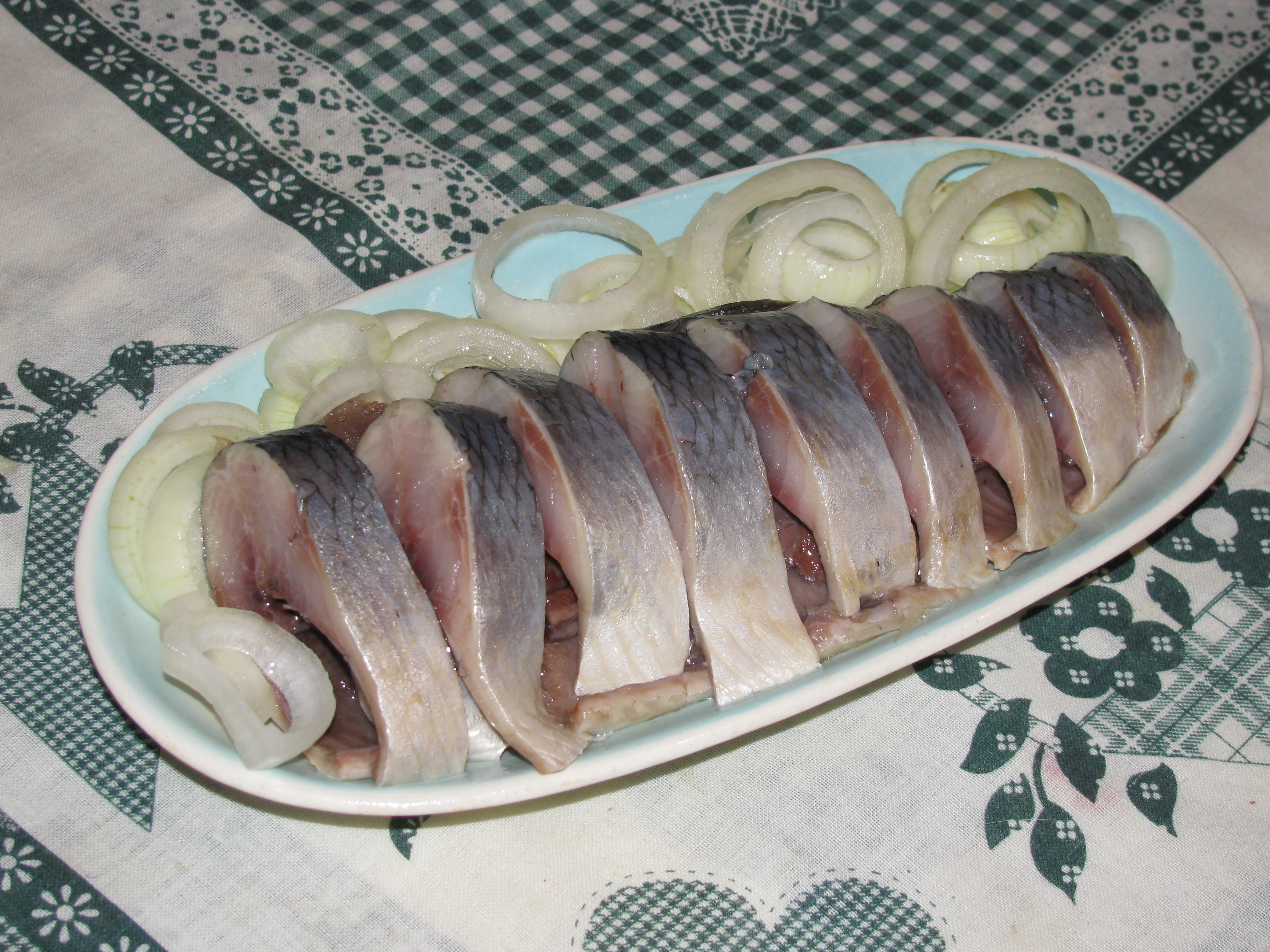
ترشی شاه‌ماهی با پیاز

ترشی شاه‌ماهی روشی سنتی برای نگهداری این ماهی به عنوان غذا با روش ترشی انداختن یا عمل‌آوری آن است.
اکثر شاه‌ماهی‌های عمل‌آوری شده از یک فرآیند دو مرحله‌ای استفاده می‌کنند: ابتدا ماهی برای استخراج آب آن نمک‌سود می‌شود. سپس نمک را از آن جدا می‌کنند و شاه‌ماهی را در محلول سرکه، نمک و شکر که اغلب با دانه فلفل، برگ بو، پیاز خام و غیره انداخته (شور انداختن) می‌شود. شری، خردل و شوید طعم دهنده‌های اضافی این فرایند هستند، در حالی که در سال‌های اخیر مواد غیر سنتی دیگری نیز به این ترکیب اضافه شده‌اند.